# رونیا
رونیا (به بلغاری: Runya) یک منطقهٔ مسکونی در بلغارستان است که در شهرستان دریانوو واقع شده‌ت.
 در فرهنگ ایرانی یک نام دختر هم حساب میشود